# Lilli Martius

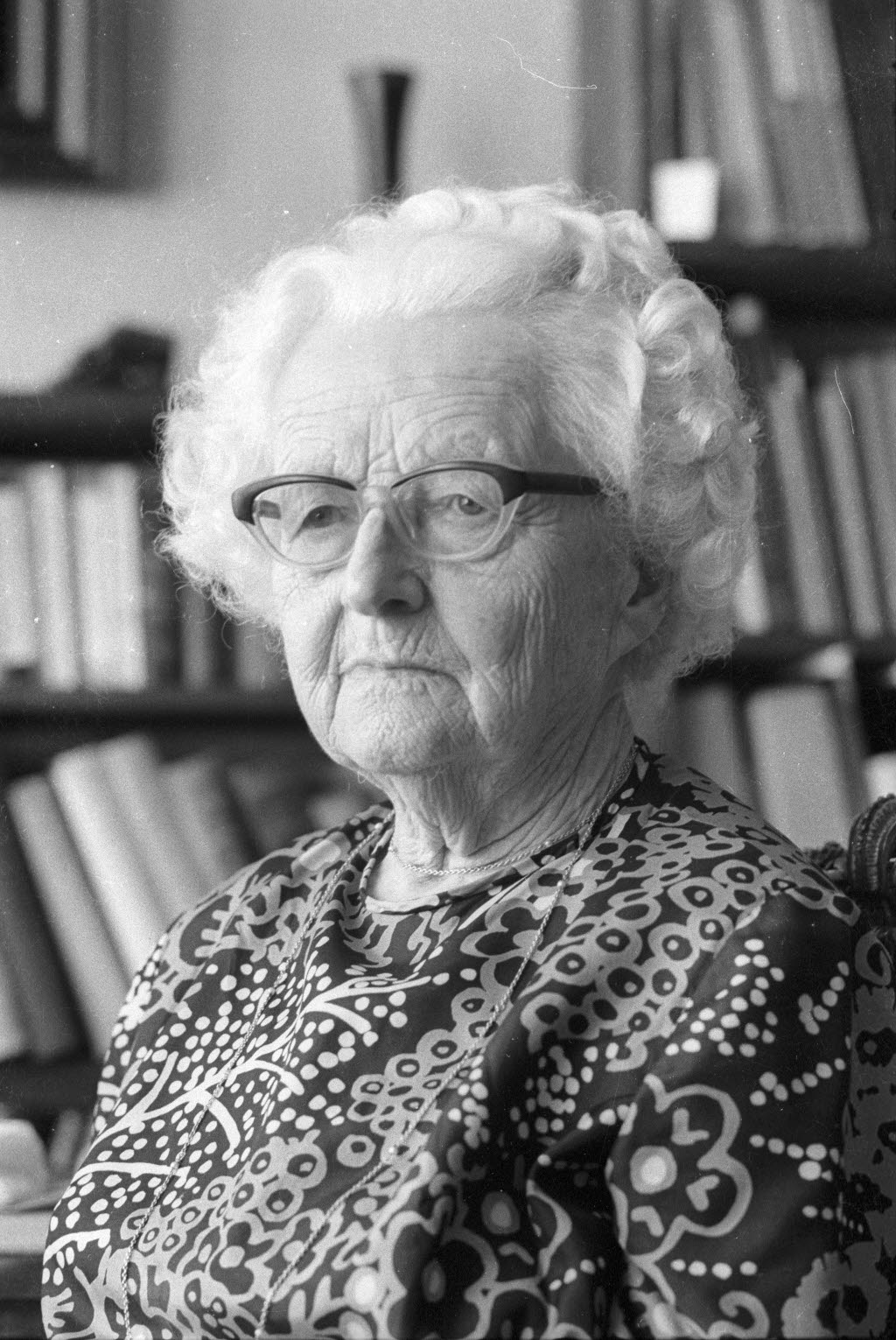
Lilli Martius (Foto: 1975)

Elisabeth „Lilli“ Martius (* 27. Juli 1885 in Bad Ems; † 14. Dezember 1976 in Kiel) war eine deutsche Kunsthistorikerin. Bekannt wurde Martius durch ihre Arbeit als Kustos der Kunsthalle zu Kiel und durch ihren Einsatz zur Rettung von Kunstwerken vor deren Zerstörung durch Nationalsozialisten. Später lag der Schwerpunkt ihrer Arbeit auf der Malerei des 19. Jahrhunderts in Schleswig-Holstein.

## Leben
Lilli Martius Vater war Götz Martius (1853–1927), Professor für Philosophie und Psychologie und später Rektor der Christian-Albrechts-Universität zu Kiel, ihre Mutter Margarete Martius (1864–1945) war eine Tochter des Unternehmers Albert Borsig. Lilli Martius hatte drei Brüder. Ihr Vetter war der Gynäkologe Heinrich Martius (1885–1965).
Nach dem Besuch einer Privatschule in Bonn folgte die Ausbildung an einer Schule für Höhere Töchter in Kiel. Anschließend besuchte sie die von Georg Burmester und Fritz Stoltenberg gegründete Privatakademie für Malerei, an der Ernst Eitner Kurse für Lithografie gab, die ihr allgemeines Interesse für druckgrafische Techniken weckte. 1907 ging sie nach Berlin, um sich in der Technik des Radierens weiterbilden. Hierzu besuchte sie die Werkstatt für Reproduktionsgraphik bei dem Radierer und Kunstschriftsteller Hermann Struck.
Im Ersten Weltkrieg arbeitete Martius als Operationsschwester beim Deutschen Roten Kreuz. Nach dem Weltkrieg und der Einführung des Frauenwahlrechts begann sie sich für die Politik zu interessieren. Sie engagierte sich bei der Deutschen Volkspartei.
1923 kehrte Lilli Martius zurück nach Kiel. Durch eine Ausstellung bekam sie Kontakt zum Schleswig-Holsteinischen Kunstverein, der ihr eine Stelle anbot. Sie betreute die Sammlung des Kunstvereins in der Kunsthalle zu Kiel und das Kupferstichkabinett. 
Im Alter von über 40 Jahren begann Lilli Martius im Jahr 1926 Kunstgeschichte an der Universität Kiel zu studieren. Das Studium beendete sie 1929 mit der Dissertation Die Franziskuslegende in der Oberkirche von San Francesco in Assisi und ihre Stellung in der kunstgeschichtlichen Forschung. 1933 wurde sie vom Kultusministerium beauftragt, Kurse für Studenten abzuhalten. Zunächst blieb sie beim Kieler Kunstverein angestellt, 1939 erhielt sie eine Anstellung bei der Universität. In dieser Zeit erlebte sie die Beschlagnahmung und Zerstörung von Kunst, die im Nationalsozialismus als Entartete Kunst verfolgt wird. 1944 gelang es ihr, gemeinsam mit der Sekretärin der Kunsthalle, Friedel Stender, viele Kunstwerke, vor allem von Emil Nolde vor den Bombenangriffen in Sicherheit zu bringen.
Im April 1945 wurde Lilli Martius eine Professur im wegen Kriegsschäden nach Schleswig ausgelagerten Institut der Kieler Universität angeboten, wo sie zunächst Richard Sedlmaier vertrat. Im Priorhaus des dortigen Johannisklosters errichtete sie das Kunsthistorische Institut in ihrem Zimmer, in dem sie zu der Zeit auch wohnte. Auch kümmerte sie sich um die Rückführung der Kunstwerke, die sie 1944 gerettet hatte, aus den insgesamt sieben Lagerstätten.
Ihre Ernennung zum Kustos der Kieler Kunsthalle erfolgte 1947. Diese Tätigkeit hatte sie bis 1950 inne. An der Universität gab sie bis 1953 Kurse über die Techniken der Bildenden und Graphischen Künste. Nach ihrer Pensionierung verfasste Martius 1956 ihr Hauptwerk über die schleswig-holsteinische Malerei im 19. Jahrhundert.
Lilli Martius wohnte in Kiel jahrzehntelang in der Esmarchstraße 16 im Stadtteil Düsternbrook.

## Auszeichnungen und Ehrungen

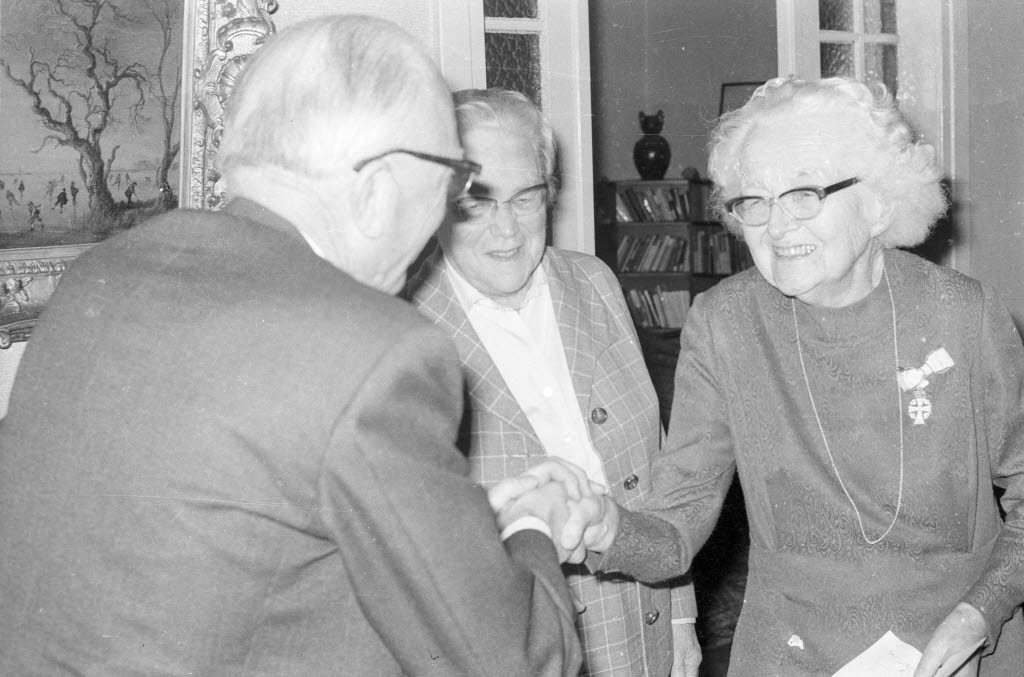
Der dänische Konsul Hans-Carl Rüdel überreichte Martius 1975 den Dannebrogorden.

- 1951: Universitätsmedaille der Universität Kiel
- 1955: Ehrenbürgerwürde der Universität Kiel
- 1962: Berufung in den Kultursenat der Stadt Kiel
- 1962: Kulturpreis der Stadt Kiel für ihre besonderen Verdienste um das Kieler Kulturleben sowie für ihre grundlegenden wissenschaftlichen Veröffentlichungen zur Kunstgeschichte in Schleswig-Holstein
- 1970: Ernennung zur Honorarprofessorin der Universität Kiel
- 1975: Verleihung des Ritterkreuzes des Dannebrogorden, im Namen der dänischen Königin Margrethe II.

Nach Lilli Martius sind in Kiel die Lilli-Martius-Schule, eine Grund- und Gemeinschaftsschule, und der Lilli-Martius-Weg benannt.

## Veröffentlichungen (Auswahl)
Eine Bibliographie der wissenschaftlichen Veröffentlichungen von Lilli Martius ist zu finden in der Zeitschrift Nordelbingen Nr. 34, 1965, S. 15–17.

### Monografien
- Die Franziskuslegende in der Oberkirche von S. Francesco in Assisi und ihre Stellung in der kunstgeschichtlichen Forschung. Dissertation an der Universität Kiel 1931. Deutscher Kunstverlag, Berlin 1932.
- Die schleswig-holsteinische Malerei im 19. Jahrhundert. Karl Wachholtz Verlag, Neumünster 1956.
  - Nachdruck: Die schleswig-holsteinische Malerei im 19. Jahrhundert. (= Studien zur schleswig-holsteinischen Kunstgeschichte, Band 6). Karl Wachholtz Verlag, Neumünster 1978, ISBN 978-3-529-02506-8.
- Zusammen mit Olaf Klose: Ortsansichten und Stadtpläne der Herzogtümer Schleswig, Holstein und Lauenburg. (= Studien zur schleswig-holsteinischen Kunstgeschichte, Band 7). Karl Wachholtz Verlag, Neumünster 1962.
- 125 Jahre Schleswig-Holsteinischer Kunstverein 1843–1968. Herausgegeben vom Schleswig-Holsteinischen Kunstverein. Karl Wachholtz Verlag, Neumünster 1968.
- Erlebtes – den Verwandten und Freunden erzählt. Kiel 1970, Privatdruck.
- Zusammen mit Olaf Klose: Skandinavische Landschaftsbilder Deutsche Künstlerreisen von 1780 bis 1864. Wachholtz Verlag, Neumünster 1975, ISBN 978-3-529-02513-6.

### Beiträge
- Joh. Chr. Wilh. Wunderlich, Carl Daniel Voigts und die Wachsbilder Kieler Professoren in der Universität. In: Die Heimat. Monatsschrift für schleswig-holsteinische Heimatforschung und Volkstumspflege. Bd. 48 (1938), Heft 4, April 1938, S. 99–105 (Digitalisat).
- Die Zeichnungen Carl Friedrich von Rumohrs. In: Nordelbingen. Nr. 15, 1939, S. 157–189.
- Carl Friedrich von Rumohr und Friedrich Nerly, Lehrer und Schüler. In: Kunst in Schleswig-Holstein. 1959, S. 77–91.